# Burgstall, Sachsen-Anhalt
Burgstall är en kommun och ort i Landkreis Börde i förbundslandet Sachsen-Anhalt i Tyskland.
De tidigare kommunerna Cröchern, Dolle och Sandbeiendorf uppgick i Burgstall den 1 januari 2010.
Kommunen ingår i förvaltningsgemenskapen Elbe-Heide tillsammans med kommunerna AngernBurgstall, Colbitz, Loitsche-Heinrichsberg, Rogätz, Westheide och Zielitz.